# 罗文焕
罗文焕（1275年—1339年），字显卿，巨野人，元朝官员。
因推荐担任胶州判官。罗文焕选择精识楮币之人十余家，按顺序应役。有人被诬告盗金珠，屈打成招，他审问发现疑点。后来抓获真盗，释放被诬者。到任期，百姓立碑纪念。后历任顺德路经历、江北廉访司经历。后来因为目盲弃官，在顺德居住十八年，复明以后，担任吴桥县尹。御河决口，罗文焕筑堤百余里，水患停止，百姓为立生祠。改任武岡路推官，没有就任。晚年自号独慎主人。以广平路同知致仕，元顺帝至元五年（1339年），去世。